# Гайдим Іван Якович
Іван Якович Гайдим (1916—1944) — капітан Робітничо-селянської Червоної армії, учасник Другої світової війни, Герой Радянського Союзу (1944).

## Біографія
Іван Гайдим народився 11 листопада 1916 року в селі Писарівка (нині — Альшеєвський район Башкортостану) в сім'ї селянина. Закінчив сім класів школи, працював трактористом у колгоспі. У 1936 році призваний на службу в Робітничо-селянську Червону армію. Брав участь у радянсько-фінській війні. Демобілізувавшись, працював у міліції міста Мінська. 12 січня 1942 року повторно покликаний в армію Марксштадтським районним військовим комісаріатом Саратовської області. З лютого того ж року — на фронтах Другої світової війни. У 1942 році Гайдим закінчив курси політскладу, в 1943 році — курси командирів рот. До червня 1944 року гвардії капітан Іван Гайдим командував ротою 213-го гвардійського стрілецького полку 71-ї гвардійської стрілецької дивізії 6-ї гвардійської армії 1-го Прибалтійського фронту. Відзначився під час звільнення Білоруської РСР.
22 червня 1944 року рота Гайдима в бою біля селища Шуміліно Вітебської області Білоруської РСР прорвала німецьку оборону і заволоділа селом Ільниці, відбивши дві ворожі контратаки. 24 червня рота переправилася через Західну Двіну і захопила плацдарм на її західному березі. Німецькі війська неодноразово контратакували, але, зазнавши сильні втрати, змушені відходити. В той день в одному з боїв Гайдим загинув. Похований в селі Загромадино Бешенковицького району Вітебської області Білорусі.
Указом Президії Верховної Ради СРСР від 22 липня 1944 року за вміле командування ротою і проявлені мужність і героїзм у боях з німецькими загарбниками гвардії капітан Іван Гайдим посмертно удостоєний високого звання Героя Радянського Союзу. Також був нагороджений орденами Леніна, Червоної Зірки і Вітчизняної війни I ступеня, а також низкою медалей. В честь Гайдима названа вулиця в селищі Раєвка.